# Liridon Balaj
Liridon Balaj (La Chaux-de-Fonds, 15 augustus 1999) is een Kosovaars voetballer die sinds 2022 uitkomt voor KMSK Deinze.

## Clubcarrière
Balaj maakte in 2019 de overstap van KF Besa naar de Zwitserse eersteklasser FC Aarau. Daar speelde hij drie seizoenen. In september 2022 ondertekende hij een tweejarig contract met optie op een derde jaar bij de Belgische tweedeklasser KMSK Deinze. Op 8 november 2022 opende hij zijn doelpuntenrekening voor Deinze in de bekerwedstrijd tegen KAS Eupen. Op 21 december 2022 scoorde hij ook tegen Zulte Waregem in de Beker van België. Deinze leek dankzij de goal van Balaj op weg om de tweevoudige bekerwinnaar uit te schakelen en zo voor het eerst in zijn clubgeschiedenis de kwartfinale van de Beker van België te gaan halen, maar twee late doelpunten van Alioune Ndour prikten alsnog de Deinse bekerdroom door.

## Interlandcarrière
Balaj maakte op 31 mei 2021 zijn interlanddebuut voor Kosovo: in een vriendschappelijke interland tegen Guinee (1-2-verlies) liet bondscoach Bernard Challandes hem tijdens de rust invallen.
| Interlands van Liridon Balaj | Interlands van Liridon Balaj | Interlands van Liridon Balaj | Interlands van Liridon Balaj | Interlands van Liridon Balaj | Interlands van Liridon Balaj | Interlands van Liridon Balaj |
| No.                          | Datum                        | Wedstrijd                    | Uitslag                      | Soort Wedstrijd              | Doelpunten                   |                              |
| Als speler bij FC Aarau      | Als speler bij FC Aarau      | Als speler bij FC Aarau      | Als speler bij FC Aarau      | Als speler bij FC Aarau      | Als speler bij FC Aarau      | Als speler bij FC Aarau      |
| ---------------------------- | ---------------------------- | ---------------------------- | ---------------------------- | ---------------------------- | ---------------------------- | ---------------------------- |
| 1.                           | 8 juni 2021                  | Kosovo – Guinee              | 1 – 2                        | Vriendschappelijk            | -                            |                              |
| 2.                           | 11 juni 2021                 | Kosovo – Gambia              | 1 – 0                        | Vriendschappelijk            | -                            |                              |
| Totaal                       | Totaal                       | Totaal                       | Totaal                       | Totaal                       | -                            |                              |

Bijgewerkt tot 22 december 2022
1 Verwaal ·
2 El Banouhi ·
3 Boone ·
4 De Greef ·
5 Bizimana ·
6 Lecomte ·
7 Staelens ·
8 Tarfi ·
9 Mertens ·
10 Hendrickx ·
11 Challouk ·
12 Van Walle ·
13 Prychynenko  ·
14 Dansoko ·
15 De Looze ·
16 Janssens ·
17 Vansteenkiste ·
20 Schamp ·
22 Blondelle ·
23 Vandenberghe ·
25 Tossavi ·
27 Geeraerts ·
28 Dutoit ·
34 Abrahams ·
59 Fuakala ·
99 De Belder ·
Coach: De Decker
· Assistent-coach: Monteyne
· Assistent-coach: Le Postollec